# Lijst van voetbalinterlands Guam - Macau
Deze lijst van voetbalinterlands geeft een overzicht van alle officiële voetbalinterlands tussen de nationale teams van Guam en Macau. De landen hebben tot nu toe zeven keer tegen elkaar gespeeld, te beginnen met een kwalificatiewedstrijd voor de Oost-Azië Cup 2003 op 26 februari 2003 in Hongkong. Het laatste duel, een kwalificatiewedstrijd voor de Oost-Azië Cup 2025, vond plaats in Hongkong op 14 december 2024.

## Wedstrijden
| № | Plaats      | Datum             | Competitie                      | Wedstrijd    | Uitslag |
| - | ----------- | ----------------- | ------------------------------- | ------------ | ------- |
| 1 | Hongkong    | 26 februari 2003  | Oost-Azië Cup 2003 kwalificatie | Guam − Macau | 0 − 2   |
| 2 | Yona        | 15 maart 2009     | Oost-Azië Cup 2010 kwalificatie | Guam − Macau | 2 − 2   |
| 3 | Yona        | 22 juli 2012      | Oost-Azië Cup 2013 kwalificatie | Guam − Macau | 3 − 0   |
| 4 | Manilla     | 29 september 2012 | Vriendschappelijk               | Macau − Guam | 0 − 3   |
| 5 | Dededo      | 21 juli 2014      | Oost-Azië Cup 2015 kwalificatie | Guam − Macau | 0 − 0   |
| 6 | Ulaanbaatar | 4 september 2018  | Oost-Azië Cup 2019 kwalificatie | Guam − Macau | 0 − 2   |
| 7 | Hongkong    | 14 december 2024  | Oost-Azië Cup 2025 kwalificatie | Macau − Guam | 1 − 2   |

## Samenvatting
| Competitie                 | Totaal gespeeld | Winst Guam | Gelijk | Winst Macau | Doelsaldo Guam – Macau |
| -------------------------- | --------------- | ---------- | ------ | ----------- | ---------------------- |
| Oost-Azië Cup-kwalificatie | 6               | 2          | 2      | 2           | 7 − 7                  |
| Vriendschappelijk          | 1               | 1          | 0      | 0           | 3 − 0                  |
| Totaal                     | 7               | 3          | 2      | 2           | 10 − 7                 |

GFA ·
Bondscoaches ·
Topscorers · 
Guamees vrouwenvoetbalelftal ·
Guam U21
Amerikaans-Samoa ·
Aruba ·
Australië ·
Bangladesh ·
Bhutan ·
Cambodja ·
China ·
Filipijnen ·
Hongkong ·
India ·
Iran ·
Laos ·
Macau ·
Malediven ·
Mongolië ·
Myanmar ·
Nieuw-Caledonië ·
Noord-Korea ·
Oman ·
Pakistan ·
Palestina ·
Salomonseilanden ·
Singapore ·
Sri Lanka ·
Syrië ·
Tadzjikistan ·
Taiwan ·
Turkmenistan ·
Vanuatu ·
Vietnam ·
Zuid-Korea
AFM · 
A-internationals · 
Macaus vrouwenelftal
1980 – 1989 · 
1990 – 1999 · 
2000 – 2009 · 
2010 – 2019 ·
2020 − 2029
Bangladesh ·
Bhutan ·
Brunei ·
Cambodja ·
China ·
Filipijnen ·
Guam ·
Hongkong ·
India ·
Irak ·
Japan ·
Kazachstan ·
Kirgizië ·
Koeweit ·
Laos ·
Maleisië ·
Mauritius ·
Mongolië ·
Myanmar ·
Nepal ·
Noord-Korea ·
Oman ·
Pakistan ·
Salomonseilanden ·
Saoedi-Arabië ·
Singapore ·
Sri Lanka ·
Tadzjikistan ·
Taiwan ·
Thailand ·
Vietnam ·
Zuid-Korea